# Eyalet di Habesh
L'Eyalet di Habesh (in turco: Eyalet-i Habeş) era un eyalet dell'Impero ottomano. Comprendeva Massaua, Hergigo, Suakin, città portuali affacciate sul Mar Rosso e conquistate sul finire del XVI secolo. In seguito la provincia giunse a comprendere anche territori costieri della Penisola arabica, tra cui Gedda, ove nel 1701 fu spostata la sede del governatore.
Il termine per lo eyalet deriva dalla forma araba (al-Ḥabašah, Bilād al-Ḥabašah) del termine semitico per abissini (Habesha), il quale è ora usato per denominare solo quei popoli etiopi ed eritrei provenienti dalle regioni montuose (conosciute anche come Kabessa).
Come il controllo ottomano nel Nord Africa, Yemen, Bahrein e Lahsa, gli ottomani non avevano un "effettivo controllo a lungo termine" al di fuori dei porti dove vi era una presenza diretta degli ottomani e guarnigioni.

## Storia
Dopo la scomparsa del Sultanato di Dahlak, il breve governo di Ahmad ibn Ibrihim al-Ghazi era collassato e l'Impero di Etiopia si era affievolito nel suo potere, gli ottomani ottennero così le sponde principali del Mar Rosso. I porti di Sawakin, Massaua e Zeila vennero occupati da Özdemir Pasha, che venne nominato beilerbei nel 1555, e nel 1557 venne ufficialmente costituita la provincia di Habesh. Massaua passò per importanza economica al secondo posto, e la capitale amministrativa venne presto spostata presso il Mar Rosso, a Gedda (ove rimase dalla fine del XVI secolo sino al XIX secolo; Medina servì temporaneamente come capitale nel XVIII secolo).
I primi due anni di quel periodo portarono ad un'espansione del dominio ottomano nell'area interna. Vassalli degli imperatori etiopi cambiarono orientamenti e si allearono con Özdemir Pasha. L'espansione subì un blocco nel 1578 e gli ottomani si ritirarono da gran parte delle aree montuose. Durante i secoli successivi, l'amministrazione ottomana mantenne perlopiù un governo di tipo indiretto. Solo sull'isola di Massaua ove risiedeva il governatore ottomano vi era un controllo attento dei commerci e delle tasse; a Sawakin le autorità ottomane nominarono ufficiali locali. Le guarnigioni di Hargigo, costituite perlopiù da curdi, albanesi, turchi ed arabi, mischiati alla popolazione locale, mantennero i loro titoli e le loro rendite tradizionali.
Pochi sono le fonti per l'area del eyalet di Habesh risalenti al XVI secolo, mentre gran parte delle informazioni ci pervengono dagli scritti di Cengiz Orhonlu tra la fine del XVI secolo ed il XVII secolo.
Quando Mehmet Ali riuscì a combattere ed a vincere la guerra ottomano-saudita, egli ricevette l'amministrazione dell'Habesh nel 1813. Suo figlio Ahmad Tushun Pasha venne nominato wali con un firman che gli concesse anche il controllo sui porti di Sawakin e Massaua. Il controllo dell'Habesh da parte di Muhammad Ali fu solo temporaneo; dopo la fine dell'emergenza di Wahhabi, essa tornò al governo ottomano nel 1827. Massaua e Sawakin le vennero riassegnate nel 1846, sino alla sua morte nel 1849.
Nel 1866, ad ogni modo, l'Habesh venne separato da Gedda e formalmente incorporato nel chedivato d'Egitto come entità separata. L'Habesh cessò di esistere nella sua forma tradizionale a partire dal 1869 e venne rimpiazzato da una serie di governatorati egiziani.

## Geografia antropica

### Suddivisioni amministrative
Sanjaks dell'Eyalet di Habesh:
1. Sanjak di Ibrim
2. Sanjak di Sawakin
3. Sanjak di Hargigo
4. Sanjak di Massaua
5. Sanjak di Zeila
6. Sanjak di Gedda

## L'importanza dell'Eyalet di Habesh
L'interesse specifico ottomano nell'area dell'eyalet di Habesh per la sua particolare posizione geografica: la regione disponeva di porti ed una linea costiera sul Mar Rosso (nei pressi del Bab-el-Mandeb) e verso l'Oceano Indiano (specificatamente per le coste di Zeila e della Somalia). La marina ottomana continuava ad essere sempre relativamente debole sin dalla sua nascita e pertanto la conquista di queste aree si dimostrava fondamentale per rafforzare l'influenza e la potenza.
Solimano si riconosceva anche dei doveri nella conquista dell'Habesh:
Tutti gli anni venivano portati avanti dei raids contro gli infedeli dell'Habash, sulle orme di Allah, sulla via della guerra santa, e la loro lotta era dura. Dal porto di Suakin menzionato sopra ogni anno provengono centinaia di cavalli arabi dalle terre del Sa'id (Alto Egitto) che vengono venduti agli infedeli della provincia dell'Abissinia. Questo ha portato a dei problemi al punto che i musulmani di Zeila inviarono lettere ai popoli tribali di Suakin chiedendo "perché vendete dei cavalli agli infedeli nel vostro stesso paese? Con quei cavalli essi diverranno ancora più potenti e li useranno per combatterci. Non siete più musulmani?".
Dopo la conquista del 1517, gli ottomani si interessarono alla regione per via dell'hajj. Avendo sottomesso i difensori musulmani dell'hajj, gli ottomani, essendo divenuti i successori a questi stati, vennero incaricato di proteggere e provvedere il passaggio sicuro di tutti gli hajj. L'egemonia portoghese nel Mar Rosso e nell'Oceano Indiano, ad ogni modo, concesse a loro una parte del controllo dell'hajj. Con il medesimo spirito, altri stati musulmani della regione vedevano negli ottomani i difensori dei loro fratelli musulmani:
Lo Scià di Hormuz, Sharafaldin, scrisse una lettera al sultano Solimano per provvedergli aiuto militare per espellere i portoghesi da Hormuz. I governanti di Gujerat provvidero anch'essi aiuto agli ottomani.
Infine gli ottomani vedevano nella conquista dell'area la possibilità di arginare l'influenza dei portoghesi nell'area ove già avevano costruito una fortezza alle isole Dahlak dalla quale condizionavano il controllo dell'intera regione, anche attraverso alleati locali.

### Risorse
Parte delle ragioni che sottostavano all'espansione ottomana era anche l'aiuto ad altri stati musulmani, ma la ragione economica era ovviamente preminente. Dal momento che le armi venivano fornite direttamente dall'Impero ottomano, i musulmani locali fornivano tasse derivate dal commercio sul Mar Rosso. Già dal 1532, inoltre, gli ottomani costruirono canali tra il Nilo ed il Mar Rosso, così che le spezie potessero essere trasportate via acqua direttamente verso Istanbul.
Secondo Andrés de Oviedo, gli ottomani erano interessati all'area alla prospettiva di catturare schiavi per le loro galee, oltre ad approvvigionamenti, ferro ed altri beni di rilievo. Secondo Selman Reis, ambizioso ammiraglio ottomano del Mar Rosso, la costa (nello specifico le isole Dahlak) era ricco di perle oltre che di oro e di avorio che venivano descritti da Selman come "illimitati".
Malgrado le allettanti promesse di Selman Reis, l'Habesh non fruttò mai grandi risorse agli ottomani, in parte perché il commercio delle spezie non era molto proficuo, ma principalmente perché le parti interne più ricche ancora non erano state conquistate e gli ottomani si limitavano al possesso delle calde e secche coste marittime.
Il commercio degli schiavi rappresentava indubbiamente un'altra importante risorsa della regione, dal momento che gli schiavi venivano reperiti dalle carovane che si recavano in visita a Massaua. Anche se l'interesse ottomano nell'Habesh diminuì difatti dalla fine del XVI secolo, esso continuò ad essere un luogo strategicamente fondamentale e salvaguardato perciò dalle galee ottomane durante tutto il XVII secolo.